# Лакшміпур (зіла)
Лакшміпу́р (бенг. লক্ষ্মীপুর জেলা, англ. Lakshmipur) — одна з 11 зіл регіону Читтагонг Бангладеш, розташована на заході регіону.
Населення — 1729188 осіб (2011; 1312337 в 1991).
Утворено 1984 року з частини території зіли Ноакхалі. Рівень писемності дорослого населення становив 34,3%, що нижче за середній рівень по Бангладеш (43,1%). 95,31% населення зіли сповідувало іслам, 4,66% — індуїзм.

## Адміністративний поділ
До складу регіону входять 4 упазіли:
| Зіла            | Площа, км² | Населення, осіб (1991) | Населення, осіб (2008) |
| --------------- | ---------- | ---------------------- | ---------------------- |
| Лакшміпур-Садар | 514,78     | 525188                 | -                      |
| Райпур          | 201,32     | 213573                 | -                      |
| Рамгандж        | 169,31     | 238333                 | -                      |
| Рамгаті         | 570,55     | 335243                 | -                      |